# Leptodontium saxicola
Leptodontium saxicola là một loài Rêu trong họ Pottiaceae. Loài này được Müll. Hal. ex Paris mô tả khoa học đầu tiên năm 1900.